# Lajos Ütő
Ütő Lajos (n. 20 august 1885, Dâmbău – d. 1 iulie 1977, Cristuru Secuiesc) a fost un pastor unitarian, teolog și scriitor maghiar.

## Biografie
A urmat școala secundară în Turda, apoi a și-a continuat studiile la Liceul Unitarian din Cluj. Acolo a absolvit liceul în 1904; și a primit diplomă de teologie tot acolo în teologia unitariană în 1908. În Turda a fost preot asistent între anii 1908-1910, apoi a fost ales preot în satul lui, unde a servit până în 1924. În 1924 a fost ales pastor și decan (protopop) în Cristuru Secuiesc, de unde s-a pensionat în 1953.

## Lucrări Literare
- Az Úr így akarta (roman scurt, Târnăveni, 1914);
- Imakönyv bevonult katonák részére (Târnăveni, 1914);
- „Erős várunk nékünk az Isten” (carte de rugăciuni, Târnăveni, 1914);
- Ézsau és Jákob (roman, Târnăveni, 1915);
- Megnyilatkozásunk helye (Cristuru Secuiesc, 1926);
- Myrtusok között. Esketési beszédek (Cristuru Secuiesc, 1927);
- Bölcső mellett (discursuri de botez, Cristuru Secuiesc, 1928);
- Nébó hegyén. discursuri funerare (Cristuru Secuiesc, 1936).

## Alte Informații
- Nekrológ. Keresztény Magvető, 1977/4.
- Ütő Lajos. Unitárius Élet, 1977/3.